# Pasiphon
Pasiphon (en grec ancien Πασιφῶν) est un philosophe grec 

## Notice biographique
Originaire d’Érétrie, Pasiphon est un disciple de l’École d'Érétrie auquel des dialogues sont attribués - il se peut qu’ils furent tous des dialogues socratiques. Persée de Cition dit qu’il était l’auteur de plusieurs dialogues qu’il avait insérés parmi ceux d’Eschine de Sphettos, et d’un, entre autres, intitulé Alcibiade, qu’il avait publié sous le nom du philosophe Antisthène. Sept dialogues sont cités sous son nom :
- Miltiade
- Callias
- Axiochos
- Aspasie
- Alcibiade
- Rhinon
- Télaugès[3]

Plutarque de Chéronée a écrit que l’un de ses dialogues rapportait une anecdote sur le général athénien Nicias, et des dialogues dits « imparfaits » lui sont attribués : Petit Cyrus, Petit Héraclès, l’Alcibiade d’Antisthéne. Favorinus dit dans l’Histoire variée, qu’il les a composés après la mort de Diogène.